# Граматуха (река)
Граматуха (Громотуха) — река в России, протекает по Юргинскому району Кемеровской области. Устье реки находится в 227 км по левому берегу реки Томь. Длина реки составляет 12 км.

## Данные водного реестра
По данным государственного водного реестра России относится к Верхнеобскому бассейновому округу, водохозяйственный участок реки — Томь от города Кемерово и до устья, речной подбассейн реки — Томь. Речной бассейн реки — (Верхняя) Обь до впадения Иртыша.